# Leucadendron dregei
Leucadendron dregei är en tvåhjärtbladig växtart som beskrevs av Ernst Meyer och Meissn.. Leucadendron dregei ingår i släktet Leucadendron och familjen Proteaceae. Inga underarter finns listade i Catalogue of Life.